# WandaVision
WandaVision är en amerikansk TV-serie från 2021, skapad av Jac Schaeffer. Serien är baserad på Marvel Comics med huvudrollerna Wanda Maximoff och Vision. Serien hade premiär den 15 januari 2021 på streamingtjänsten Disney+ med två avsnitt och sändes sedan veckovis.

## Handling
Handlingen utspelar sig i Marvel Cinematic Universe (MCU), tre veckor efter filmen Avengers: Endgame (2019) utspelade sig. Wanda Maximoff och Vision lever ett idylliskt förortsliv i staden Westview och försöker dölja sina krafter. Märkliga saker börjar ske i staden och då börjar paret att misstänka att saker inte är som de verkar.

## Rollista (i urval)
| - Elizabeth Olsen – Wanda Maximoff - Paul Bettany – Vision - Kathryn Hahn – Agnes - Teyonah Parris – Monica Rambeau / Geraldine - Randall Park – Jimmy Woo - Kat Dennings – Darcy Lewis - Josh Stamberg – Director Tyler Hayward - Shane Berengue – S.W.O.R.D. Agent - Victoria Blade – Kommersiell kvinna - Selena Anduze – Agent Rodriguez - Ithamar Enriquez – Kommersiell man - David Lengel – Phil Jones - Emma Caulfield Ford – Dottie Jones - Jolene Purdy – Beverly |